# Królestwo krzywych zwierciadeł
Królestwo krzywych zwierciadeł  / W królestwie krzywych zwierciadeł (ros. Королевство кривых зеркал) – radziecka baśń filmowa z 1963 roku w reżyserii Aleksandra Rou na motywach powieści Witalija Gubariewa.

## Obsada
- Olga Jukina jako Ola
- Tatjana Jukina jako Alo (jej odbicie)
- Tatjana Baryszewa jako babcia Oli
- Anatolij Kubacki jako król Agupap LXXVII (77) (odbicie od wyrazu Papuga)
- Andriej Fajt jako Nuszrok (odbicie od rosyjskiego wyrazu "Kania")
- Arkadij Cynman jako Abaż (odbicie od wyrazu Żaba)
- Lidija Wiertinska jako Anizdag (odbicie od wyrazu Gadzina)
- Pawieł Pawlenko jako główny mistrz ceremonii
- Gieorgij Millar jako najgłówniejszy mistrz ceremonii / owdowiała królowa
- Aleksandr Chwyla
- Wiera Ałtajska